# Ô tác lam
Ô tác lam (danh pháp khoa học: Eupodotis caerulescens) là một loài chim trong họ Ô tác. Ô tác lam sinh sống ở Lesotho và Nam Phi. Môi trường sống tự nhiên của chúng là cao nguyên đồng cỏ khô, cây bụi, đất canh tác và đồng cỏ. Loài này bị đe dọa do mất môi trường sống.